# Antanartia daemonica
Antanartia daemonica är en fjärilsart som beskrevs av Jean Baptiste Godart 1819. Antanartia daemonica ingår i släktet Antanartia och familjen praktfjärilar. Inga underarter finns listade i Catalogue of Life.